# Høvdin uttanfyri Eyrgjógv
Høvdin uttanfyri Eyrgjógv è una montagna alta 502 metri sul mare situata sull'isola di Vágar, nell'arcipelago delle Isole Fær Øer, in Danimarca.